# قاعة القرية

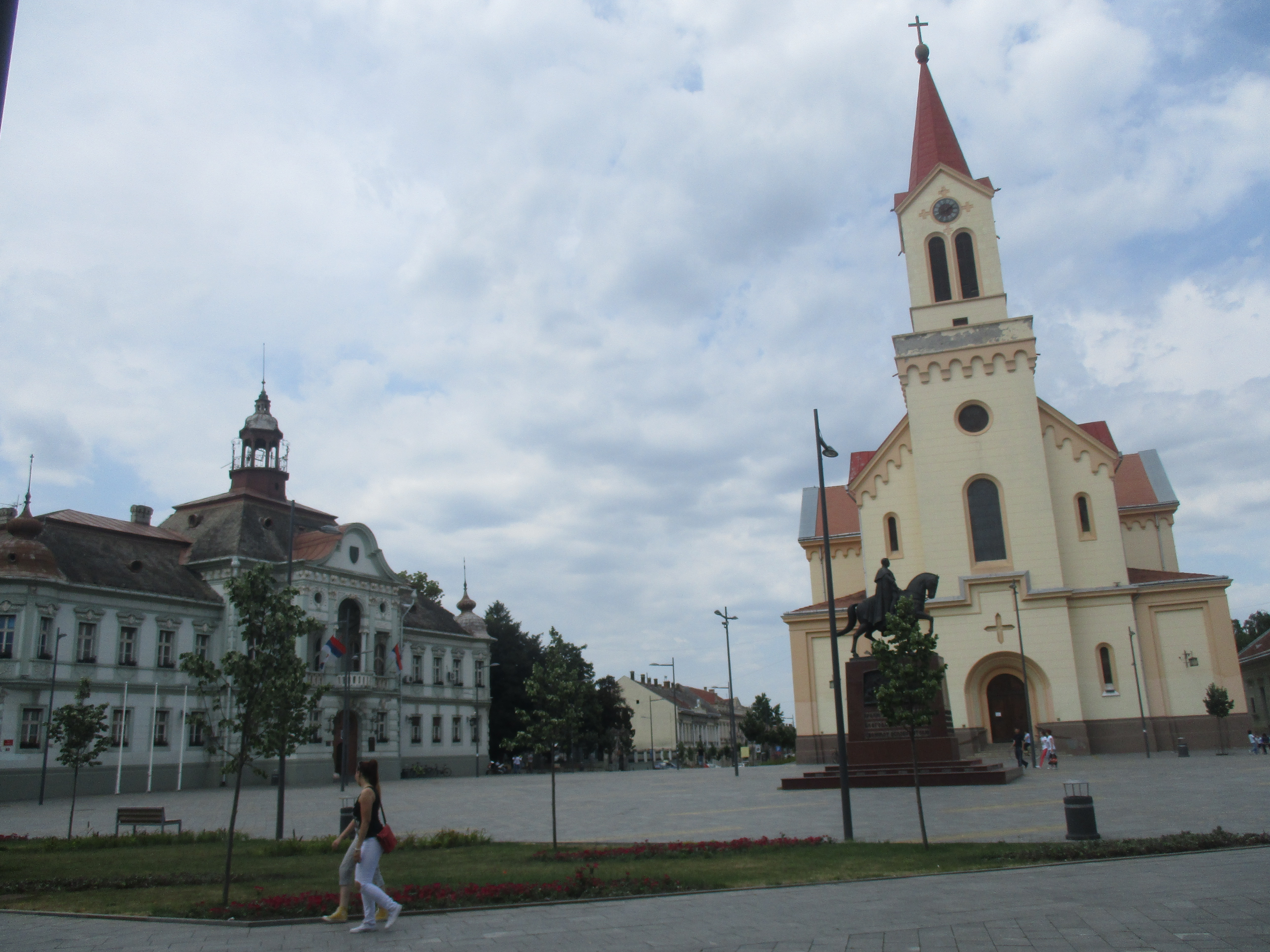
كاتدرائية القديس يوحنا نيبوموك الكاثوليكية في زرينجانين

قاعة القرية هي مبنى عام في قرية يستخدم لأشياء مختلفة مثل:

## المملكة المتحدة
في المملكة المتحدة، عادة ما تكون قاعة القرية عبارة عن مبنى يحتوي على غرفة كبيرة واحدة على الأقل (بالإضافة إلى مطبخ ومراحيض)، ويملكها مجلس حكومي محلي أو أمناء مستقلون، وتشغل لصالح المجتمع المحلي. وتشير التقديرات إلى أن هناك أكثر من 10000 قاعة قروية من هذا القبيل.
تُستخدم هذه القاعة عادةً لمجموعة متنوعة من الوظائف العامة والخاصة، مثل:
- اجتماعات مجالس الرعية في إنجلترا [الإنجليزية]
- لجنة اقتراع للانتخابات المحلية والوطنية
- وظائف النادي الرياضي
- مسرح المجتمع [الإنجليزية]
- رقصات
- سوق بيع البضائع المستعملة
- الحفلات الخاصة مثل أعياد الميلاد أو حفلات الزفاف

تدار قاعات القرى بشكل عام من قبل اللجان، وإذا لم تكن بالفعل جزءًا من هيئة حكومية محلية مثل مجلس الرعية، فإن هذه اللجان مؤهلة للحصول على وضع خيري . قد يكون لديهم أسماء أخرى مثل معهد القرية أو القاعة التذكارية. في بعض المناطق، توفر قاعة الكنيسة [الإنجليزية] أو المركز المجتمعي وظائف مماثلة.

## ويلز
تُستخدم كلمة neuadd ( IPA: / 'neiæð /) للإشارة إلى قاعات القرى في الأجزاء الناطقة باللغة الويلزية من ويلز، كما هو الحال في Neuadd Dyfi، قاعة القرية في أبرديفي.

## الولايات المتحدة
في الولايات المتحدة، قاعة القرية هي مقر الحكومة للقرى. يعمل مثل مجلس المدينة أو قاعة المدينة.

## أنظر أيضا
- قاعة الكنيسة [الإنجليزية]
- مركز المجتمع
- قاعة المناسبات [الإنجليزية]
- مجتمع محلي
- منزل الاجتماع [الإنجليزية]
- صالة المسابقات [الإنجليزية][
- قاعة القرية (مسلسل تلفزيوني) [الإنجليزية]

## روابط خارجية
عمل لقاعات القرى في إنجلترا